# Jatiendah
Jatiendah is een bestuurslaag in het regentschap Bandung van de provincie West-Java, Indonesië. Jatiendah telt 18.082 inwoners (volkstelling 2010).